# Шаркунок
Шаркунок (от русского слова — шаркать) — погремушка, сплетённая из берёсты с семенами (яблочные косточки, горох и т. д.) внутри. Другой вариант шаркунка состоит из деревянных элементов, собираемых подобно головоломке. Шаркунок может состоять из десятков сцепленных друг с другом брусочков с пазами. Предполагается, что деревянный шаркунок происходит с побережья Белого моря.
Шаркунок традиционно дарили на рождение ребёнка. На верхушке вырезалась маленькая фигурка: для девочки — птица, для мальчика — конь. Игрушка имела также функцию оберега — шум, издаваемый ею, по верованиям, отгонял от ребёнка злые силы.
У шаркунка есть ещё несколько применений — это погремушка для малышей (во внутренние полости клали горох или камешки). Сборно-разборная головоломка для подростков — удаление замковой палочки, закрывающей систему брусочков, позволяет разбирать игрушку на составные части, а потом снова её собирать. Шаркунок можно использовать как шумовой музыкальный инструмент.